# Kyler Gordon
Kyler Gordon (Mukilteo, 17 dicembre 1999) è un giocatore di football americano statunitense che milita nel ruolo di cornerback per i Chicago Bears della National Football League (NFL).

## Carriera

### Chicago Bears
Al college McCreary giocò a football a Washington dal 2018 al 2021. Fu scelto nel corso del secondo giro (39º assoluto) nel Draft NFL 2022 dai Chicago Bears. Debuttò come professionista partendo come titolare nella gara del primo turno contro i San Francisco 49ers mettendo a segno 6 tackle. La sua stagione da rookie si chiuse con 71 placcaggi, 3 intercetti e un fumble forzato in 14 presenze, tutte come titolare.